# Украина на летних Олимпийских играх 2000
Украина на летних Олимпийских играх 2000 года была представлена Национальным олимпийским комитетом Украины (НОКУ).

## Медали

### Золото
| Золото |                 |                                   |
| #      | Спортсмены      | Вид спорта (дисциплина)           |
| 1      | Николай Мильчев | Стрельба (скит)                   |
| 2      | Яна Клочкова    | Плаванье (200 метров, комплексно) |
| 3      | Яна Клочкова    | Плаванье (400 метров, комплексно) |

### Серебро
| Серебро |                                                                                        |                                          |
| #       | Спортсмены                                                                             | Вид спорта (дисциплина)                  |
| 1       | Екатерина Сердюк, Наталья Бурдейна, Елена Садовничая                                   | Стрельба из лука (женская команда)       |
| 2       | Андрей Котельник                                                                       | Бокс (до 60 кг)                          |
| 3       | Сергей Доценко                                                                         | Бокс (до 67 кг)                          |
| 4       | Александр Береш, Валерий Гончаров, Руслан Мезенцев, Александр Светличный, Роман Зозуля | Спортивная гимнастика (мужская сборная)  |
| 5       | Сергей Чернявский, Александр Феденко, Сергей Матвеев, Александр Симоненко              | Велоспорт (команда, 4000 метров)         |
| 6       | Оксана Цигулёва                                                                        | Спортивная гимнастика (прыжки на батуте) |
| 7       | Денис Силантьев                                                                        | Плаванье (200 метров, баттерфляй)        |
| 8       | Яна Клочкова                                                                           | Плаванье (800 метров, вольный стиль)     |
| 9       | Давид Салдадзе                                                                         | Греко-римская борьба (до 97 кг)          |
| 10      | Евгений Буслович                                                                       | Вольная борьба (до 58 кг)                |

### Бронза
| Бронза |                                 |                                               |
| #      | Спортсмены                      | Вид спорта (дисциплина)                       |
| 1      | Анна Сорокина, Елена Жупина     | Синхронные прыжки в воду                      |
| 2      | Роман Щуренко                   | Лёгкая атлетика (прыжок в длину)              |
| 3      | Елена Говорова                  | Лёгкая атлетика (тройной прыжок)              |
| 4      | Владимир Сидоренко              | Бокс (до 51 кг)                               |
| 5      | Сергей Данильченко              | Бокс (до 54 кг)                               |
| 6      | Андрий Федчук                   | Бокс (до 81 кг)                               |
| 7      | Ирина Янович                    | Велоспорт (женский спринт)                    |
| 8      | Александр Береш                 | Спортивная гимнастика (абсолютное первенство) |
| 9      | Руслан Машуренко                | Дзюдо (до 90 кг)                              |
| 10     | Руслана Таран / Елена Пахольчик | Парусный спорт (класс 470)                    |

## Результаты соревнований

### Академическая гребля
В следующий раунд из каждого заезда проходили несколько лучших экипажей (в зависимости от дисциплины). В финал A выходили 6 сильнейших экипажей, остальные разыгрывали места в утешительных финалах B-D.
Мужчины
| Соревнование  | Спортсмены                            | Предварительный заезд | Предварительный заезд | Предварительный заезд | Отборочный заезд | Отборочный заезд | Отборочный заезд | Полуфинал | Полуфинал | Полуфинал | Финал   | Финал   | Итоговое место |
| Соревнование  | Спортсмены                            | Заезд                 | Время                 | Место                 | Заезд            | Время            | Место            | Заезд     | Время     | Место     | Время   | Место   | Итоговое место |
| ------------- | ------------------------------------- | --------------------- | --------------------- | --------------------- | ---------------- | ---------------- | ---------------- | --------- | --------- | --------- | ------- | ------- | -------------- |
| двойки парные | Константин Зайцев Константин Проненко | 3                     | 6:38,06               | 3                     | 2                | 6:33,23          | 3 Q              | 2         | 6:36,92   | 5 QB      | Финал B | Финал B | 11             |
| двойки парные | Константин Зайцев Константин Проненко | 3                     | 6:38,06               | 3                     | 2                | 6:33,23          | 3 Q              | 2         | 6:36,92   | 5 QB      | 6:27,24 | 5       | 11             |

### Велоспорт

#### Трековый велоспорт
После квалификации лучшие спортсмены по времени проходили в раунд на выбывание, где проводили заезды одновременно со своим соперником. Лучшие спортсмены по времени проходили в следующий раунд.
Мужчины
| Спортсмен           | Соревнование                       | Квалификация | Квалификация | 1\4 финала     | 1\2 финала     | Финал Матч за 3-е место | Место |
| Спортсмен           | Соревнование                       | Время        | Место        | Соперник Время | Соперник Время | Соперник Время          | Место |
| ------------------- | ---------------------------------- | ------------ | ------------ | -------------- | -------------- | ----------------------- | ----- |
| Александр Симоненко | Индивидуальная гонка преследования | 4:23,983     | 6            |                | Не прошёл      | Не прошёл               | 6     |
| Сергей Матвеев      | Индивидуальная гонка преследования | 4:25,380     | 7            |                | Не прошёл      | Не прошёл               | 7     |

Победители определялись по результатам одного соревновательного дня. В гите победителей определяли по лучшему времени, показанному на определённой дистанции, а в гонке по очкам и мэдисоне по количеству набранных баллов.
Женщины
| Спортсмен    | Соревнование | Результат       | Место |
| Спортсмен    | Соревнование | Время Очки      | Место |
| ------------ | ------------ | --------------- | ----- |
| Ирина Янович | Гит с места  | 35,512 (+1,372) | 9     |

### Гребля на байдарках и каноэ
Спортсменов — 4

#### Гребля на гладкой воде
Мужчины
| Соревнование | Спортсмены                                                       | Отборочная гонка | Отборочная гонка | Утешительный заезд | Утешительный заезд | Полуфинал | Полуфинал | Финал                 | Финал                 |
| Соревнование | Спортсмены                                                       | Время            | Место            | Время              | Место              | Время     | Место     | Время                 | Место                 |
| ------------ | ---------------------------------------------------------------- | ---------------- | ---------------- | ------------------ | ------------------ | --------- | --------- | --------------------- | --------------------- |
| Б-2, 500 м   | Анна Балабанова Наталья Феклисова                                | 1:46,942         | 5                |                    |                    | 1:47,370  | 4         | Завершили выступление | Завершили выступление |
| Б-4, 500 м   | Анна Балабанова Елена Череватова Наталья Феклисова Мария Ралчева | 1:35,454         | 4                |                    |                    | 1:37,704  | 1         | 1:37,544              | 5                     |

### Дзюдо
Спортсменов — 3
Соревнования по дзюдо проводились по системе на выбывание. В утешительные раунды попадали спортсмены, проигравшие полуфиналистам турнира. Два спортсмена, одержавших победу в утешительном раунде, в поединке за бронзу сражались с проигравшими в полуфинале.
Мужчины
| Соревнование | Спортсмены       | Первый раунд                   | Второй раунд                   | 1/8 финала                     | Четвертьфинал                  | Полуфинал            | Финал                | Место |
| Соревнование | Спортсмены       | Соперник Результат             | Соперник Результат             | Соперник Результат             | Соперник Результат             | Соперник Результат   | Соперник Результат   | Место |
| ------------ | ---------------- | ------------------------------ | ------------------------------ | ------------------------------ | ------------------------------ | -------------------- | -------------------- | ----- |
| до 60 кг     | Руслан Мирзалиев | С. Тайманс (BEL) П 0010 — 0112 | Завершил выступление           | Завершил выступление           | Завершил выступление           | Завершил выступление | Завершил выступление | —     |
| до 73 кг     | Геннадий Белодед | Не участвовал                  | Э. Ломбард (CUB) В 1010 — 0020 | А. Шахаров (KAZ) В 0222 — 0010 | А. Ларюков (BLR) П 0100 — 1000 | Завершил выступление | Завершил выступление | 9     |
| до 73 кг     | Геннадий Белодед | Не участвовал                  | Э. Ломбард (CUB) В 1010 — 0020 | А. Шахаров (KAZ) В 0222 — 0010 | Утешительный турнир            | Завершил выступление | Завершил выступление | 9     |
| до 73 кг     | Геннадий Белодед | Не участвовал                  | Э. Ломбард (CUB) В 1010 — 0020 | А. Шахаров (KAZ) В 0222 — 0010 | Ф. Хедер (FRA) П 0110 — 1011   | Завершил выступление | Завершил выступление | 9     |

Женщины
| Спортсмен         | Категория | 1/16                             | 1/8                                 | Четвертьфиналы                     | Полуфиналы         | Первый доп. раунд  | Утешительный четвертьфинал           | Утешительный полуфинал | За 3 место Финал   | Место |
| Спортсмен         | Категория | Соперник Результат               | Соперник Результат                  | Соперник Результат                 | Соперник Результат | Соперник Результат | Соперник Результат                   | Соперник Результат     | Соперник Результат | Место |
| ----------------- | --------- | -------------------------------- | ----------------------------------- | ---------------------------------- | ------------------ | ------------------ | ------------------------------------ | ---------------------- | ------------------ | ----- |
| Людмила Лусникова | до 48 кг  | Лорен Мис (USA) поб. 0001 — 0000 | Несе Шеншой (TUR) поб. 0001+ — 0001 | Рёко Тамура (JPN) пор. 0000 — 1010 | Не прошла          |                    | Чжао Шуньсинь (CHN) пор. 0001 — 0011 | Не прошла              | Не прошла          | 9     |

### Плавание
Спортсменов — 16
В следующий раунд на каждой дистанции проходили лучшие спортсмены по времени, независимо от места занятого в своём заплыве.
Мужчины
| Спортсмен                                                        | Соревнование          | Предварительные заплывы | Предварительные заплывы | Полуфиналы | Полуфиналы | Финал     | Финал     |
| Спортсмен                                                        | Соревнование          | Результат               | Место                   | Результат  | Место      | Результат | Место     |
| ---------------------------------------------------------------- | --------------------- | ----------------------- | ----------------------- | ---------- | ---------- | --------- | --------- |
| Ростислав Сванидзе                                               | 200 м вольный стиль   | 1:52,35                 | 24                      | Не прошёл  | Не прошёл  | Не прошёл | Не прошёл |
| Игорь Снитко                                                     | 400 м вольный стиль   | 3:52,97                 | 16                      |            |            | Не прошёл | Не прошёл |
| Игорь Червинский                                                 | 400 м вольный стиль   | 3:59,84                 | 33                      |            |            | Не прошёл | Не прошёл |
| Владимир Николайчук                                              | 100 м на спине        | 56,71                   | 26                      | Не прошёл  | Не прошёл  | Не прошёл | Не прошёл |
| Олег Лисогор                                                     | 100 м брасс           | 1:02,24                 | 13                      | 1:02,00    | 15         | Не прошёл | Не прошёл |
| Дмитрий Назаренко                                                | 400 м комплекс        | 4:25,26                 | 28                      |            |            | Не прошёл | Не прошёл |
| Вячеслав Ширшов Ростислав Сванидзе Артём Гончаренко Павел Хныкин | 4х100 м вольный стиль | 3:21,48                 | 12                      |            |            | Не прошли | Не прошли |

Женщины
| Спортсменка                                                | Соревнование          | Предварительные заплывы | Предварительные заплывы | Полуфиналы | Полуфиналы | Финал        | Финал     |
| Спортсменка                                                | Соревнование          | Результат               | Место                   | Результат  | Место      | Результат    | Место     |
| ---------------------------------------------------------- | --------------------- | ----------------------- | ----------------------- | ---------- | ---------- | ------------ | --------- |
| Алёна Лапунова                                             | 400 м вольным стилем  | 4:19,96                 | 32                      |            |            | Не прошла    | Не прошла |
| Мария Огурцова                                             | 100 м баттерфляем     | 1:03,00                 | 38                      | Не прошла  | Не прошла  | Не прошла    | Не прошла |
| Надя Бешевли                                               | 100 м на спине        | 1:04,66                 | 27                      | Не прошла  | Не прошла  | Не прошла    | Не прошла |
| Светлана Бондаренко                                        | 100 м брасс           | 1:09,60                 | 11                      | 1:09,84    | 13         | Не прошла    | Не прошла |
| Яна Клочкова                                               | 400 м комплекс        | 4:37,64                 | 1                       |            |            | 4:33,59 (WR) |           |
| Надя Бешевли Валентина Трегуб Алёна Лапунова Ольга Мукомол | 4х100 м вольный стиль | 3:49,11                 | 13                      |            |            | Не прошли    | Не прошли |

### Прыжки в воду
Спортсменов — 8
В индивидуальных прыжках в предварительных раундах складывались результаты квалификации и полуфинальных прыжков. По их результатам в финал проходило 12 спортсменов. В финале они начинали с результатами полуфинальных прыжков.
В синхронных прыжках спортсмены стартовали сразу с финальных прыжков
Мужчины
| Спортсмен                          | Соревнование     | Квалификация | Квалификация | Полуфинал | Полуфинал | Всего     | Финал     | Финал     | Всего  | Место |
| Спортсмен                          | Соревнование     | Очков        | Место        | Очков     | Место     | Всего     | Очков     | Место     | Всего  | Место |
| ---------------------------------- | ---------------- | ------------ | ------------ | --------- | --------- | --------- | --------- | --------- | ------ | ----- |
| Эдуард Сафонов                     | трамплин         | 355,05       | 25           | Не прошёл | Не прошёл | Не прошёл | Не прошёл | Не прошёл | 355,05 | 25    |
| Дмитрий Лысенко                    | трамплин         | 345,54       | 27           | Не прошёл | Не прошёл | Не прошёл | Не прошёл | Не прошёл | 345,54 | 27    |
| Роман Володьков                    | вышка            | 377,04       | 21           | Не прошёл | Не прошёл | Не прошёл | Не прошёл | Не прошёл | 377,04 | 21    |
| Александр Скрипник                 | вышка            | 362,82       | 23           | Не прошёл | Не прошёл | Не прошёл | Не прошёл | Не прошёл | 362,82 | 23    |
| Роман Володьков Александр Скрипник | синхронная вышка |              |              |           |           |           |           |           | 332,22 | 6     |

Женщины
| Спортсмен                   | Соревнование        | Квалификация | Квалификация | Полуфинал | Полуфинал | Всего     | Финал     | Финал     | Всего  | Место |
| Спортсмен                   | Соревнование        | Очков        | Место        | Очков     | Место     | Всего     | Очков     | Место     | Всего  | Место |
| --------------------------- | ------------------- | ------------ | ------------ | --------- | --------- | --------- | --------- | --------- | ------ | ----- |
| Ганна Сорокина              | трамплин            | 291,39       | 8            | 210,63    | 16        | 502,02    | 302,34    | 11        | 512,97 | 11    |
| Ольга Ефименко              | трамплин            | 265,74       | 16           | 215,25    | 15        | 480,99    | Не прошла | Не прошла | 480,99 | 14    |
| Елена Жупина                | вышка               | 304,65       | 9            | 173,16    | 7         | 477,81    | 315,93    | 7         | 489,09 | 6     |
| Светлана Сербина            | вышка               | 230,64       | 32           | Не прошла | Не прошла | Не прошла | Не прошла | Не прошла | 230,64 | 32    |
| Ганна Сорокина Елена Жупина | синхронный трамплин |              |              |           |           |           |           |           | 290,34 |       |

### Современное пятиборье
Спортсменов — 3
Мужчины
| Соревнование      | Спортсмены      | Стрельба  | Стрельба | Стрельба | Фехтование | Фехтование | Фехтование | Плавание | Плавание | Плавание | Верховая езда | Верховая езда | Верховая езда | Кросс   | Кросс | Кросс | Сумма очков | Место |
| Соревнование      | Спортсмены      | Результат | Очки     | Место    | Побед      | Очки       | Место      | Время    | Очки     | Место    | Время         | Очки          | Место         | Время   | Очки  | Место | Сумма очков | Место |
| ----------------- | --------------- | --------- | -------- | -------- | ---------- | ---------- | ---------- | -------- | -------- | -------- | ------------- | ------------- | ------------- | ------- | ----- | ----- | ----------- | ----- |
| личное первенство | Вадим Ткачук    | 184       | 1144     | 3        | 12         | 840        | 9          | 2:16,20  | 1138     | 21       | 1:01,57       | 1070          | 3             | 9:39,86 | 1082  | 13    | 5274        | 5     |
| личное первенство | Георгий Чимерис | 183       | 1132     | 4        | 12         | 840        | 9          | 2:05,40  | 1246     | 6        | 1:11,49       | 952           | 14            | 9:55,85 | 1018  | 20    | 5188        | 10    |

Женщины
| Соревнование      | Спортсменка      | Стрельба  | Стрельба | Стрельба | Фехтование | Фехтование | Фехтование | Плавание | Плавание | Плавание | Верховая езда | Верховая езда | Верховая езда | Кросс    | Кросс | Кросс | Сумма очков | Место |
| Соревнование      | Спортсменка      | Результат | Очки     | Место    | Побед      | Очки       | Место      | Время    | Очки     | Место    | Время         | Очки          | Место         | Время    | Очки  | Место | Сумма очков | Место |
| ----------------- | ---------------- | --------- | -------- | -------- | ---------- | ---------- | ---------- | -------- | -------- | -------- | ------------- | ------------- | ------------- | -------- | ----- | ----- | ----------- | ----- |
| личное первенство | Татьяна Наказная | 175       | 1036     | 12       | 11         | 800        | 9          | 2:24,12  | 1159     | 9        | 1:13,38       | 916           | 14            | 11:03,87 | 1066  | 7     | 4977        | 11    |

### Стрельба
Спортсменов — 2
После квалификации лучшие спортсмены по очкам проходили в финал, где продолжали с очками, набранными в квалификации. В некоторых дисциплинах квалификация не проводилась. Там спортсмены выявляли сильнейшего в один раунд.
Женщины
| Спортсмен       | Соревнование   | Квалификация | Место | Финал     | Место     | Всего | Место |
| --------------- | -------------- | ------------ | ----- | --------- | --------- | ----- | ----- |
| Леся Лескив     | Винтовка, 10 м | 392          | 15    | Не прошла | Не прошла | 392   | 15    |
| Наталья Кальныш | Винтовка, 10 м | 390          | 28    | Не прошла | Не прошла | 390   | 28    |

### Триатлон
Спортсменов — 2
Триатлон дебютировал в программе летних Олимпийских игр. Соревнования состояли из 3 этапов — плавание (1,5 км), велоспорт (40 км), бег (10 км).
Мужчины
| Спортсмен             | Соревнование      | Плавание | Велоспорт | Бег      | Итоговое время | Место | Отставание |
| --------------------- | ----------------- | -------- | --------- | -------- | -------------- | ----- | ---------- |
| Андрей Глущенко       | личное первенство | 18:09,79 | 59:29,90  | 31:50,48 | 1:49:30,17     | 11    | +01:06,15  |
| Владимир Поликарпенко | личное первенство | 17:59,89 | 59:37,20  | 32:14,69 | 1:49:51,78     | 15    | +01:27,76  |

### Тяжёлая атлетика
Спортсменов — 1
В рамках соревнований по тяжёлой атлетике проводятся два упражнения — рывок и толчок. В каждом из упражнений спортсмену даётся 3 попытки, в которых он может заказать любой вес, кратный 2,5 кг. Победитель определяется по сумме двух упражнений.
Мужчины
| Спортсмен          | Категория | Вес   | Рывок | Рывок | Рывок | Толчок | Толчок | Толчок | Всего | Место |
| Спортсмен          | Категория | Вес   | 1     | 2     | 3     | 1      | 2      | 3      | Всего | Место |
| ------------------ | --------- | ----- | ----- | ----- | ----- | ------ | ------ | ------ | ----- | ----- |
| Александр Лихвальд | до 56 кг  | 55,86 | 120,0 | 125,0 | 125,0 | 150,0  | 155,0  | 155,0  | 270,0 | 9     |

### Фехтование
Спортсменов — 1
В индивидуальных соревнованиях спортсмены сражаются три раунда по три минуты, либо до того момента, как один из спортсменов нанесёт 15 уколов. В командных соревнованиях поединок идёт 9 раундов по 4 минуты каждый, либо до 45 уколов. Если по окончании времени в поединке зафиксирован ничейный результат, то назначается дополнительная минута до «золотого» укола.
Мужчины
| Соревнование         | Спортсмены              | 1/32 финала                          | 1/16 финала                    | 1/8 финала                       | Четвертьфиналы       | Полуфиналы           | Финал матч за 3-е место | Место |
| Соревнование         | Спортсмены              | Соперник Результат                   | Соперник Результат             | Соперник Результат               | Соперник Результат   | Соперник Результат   | Соперник Результат      | Место |
| -------------------- | ----------------------- | ------------------------------------ | ------------------------------ | -------------------------------- | -------------------- | -------------------- | ----------------------- | ----- |
| Индивидуальная шпага | Александр Горбачук (37) | Нельсон Лойола (CUB) (28) поб. 15:14 | Йорг Фидлер (GER) (5) поб. 9:8 | Эрик Среки (FRA) (12) пор. 11:15 | Завершил выступление | Завершил выступление | Завершил выступление    | 16    |